# Markus Rejek
Markus Rejek (* 11. Juli 1968 in Mülheim an der Ruhr) ist ein deutscher Fußballfunktionär.

## Leben
Markus Rejek arbeitete seit 1999 für den Sportrechtevermarkter Sportfive und war dort für den Bundesligisten Borussia Dortmund zuständig. Am 1. November 2010 übernahm Rejek den Posten des Marketingleiters. Während dieser Zeit gewann er 2012 den Marken-Award-Sonderpreis in der Kategorie Beste Sportmarke. Ein Jahr später belegte die von Rejek gesteuerte Einführungskampagne für die neuen Trikots von Borussia Dortmund den ersten Platz beim Marketingpreis des Sports. Unter Rejeks Regie wurde auch der Vereinsslogan Echte Liebe eingeführt. Zum 1. Februar 2014 wechselte Rejek als kaufmännischer Geschäftsführer zum Zweitligisten TSV 1860 München. Nach mehreren Streitereien mit dem Investor Hasan Ismaik wurde Rejek Ende Juli 2016 beurlaubt. Am 1. Oktober 2017 übernahm Rejek den Posten des kaufmännischen Geschäftsführers beim Zweitligisten Arminia Bielefeld, wo er bis September 2022 tätig war.
Im November 2022 wurde Rejek einer von drei Geschäftsführern beim 1. FC Köln. Im Dezember 2024 kündigte Rejek an, seinen auslaufenden Vertrag, der bis Juni 2025 gilt, aus persönlichen Gründen nicht zu verlängern. Am 7. Februar 2025 gab der Verein die sofortige Trennung von Rejek bekannt.